# 聲優公主
《聲優公主》（日语：ヒメこえ），是日本遊戲編劇家暨小說家太田顯喜所寫、雛咲插畫的輕小說，由Media Factory旗下的《MF文庫J》所出版。正體中文版由尖端出版發行。

## 故事概要
高中生辻藏航的妹妹辻藏湊被聲優經紀公司發掘，因此由辻藏航陪同前往經紀公司及錄音室，進而認識偶像級的聲優櫻塚唯里。但櫻塚唯里似乎對辻藏航有意思，想倒追他，但看起來又像在玩弄他。

## 登場人物
辻藏航
本作的男主角，就讀高中。
辻藏湊
辻藏航的妹妹，就讀國中三年級，髮型是雙馬尾，兄妹間感情很好。被聲優經紀公司「玉滿製作公司」發掘，而參與聲優工作。
櫻塚唯里
偶像級的聲優，隸屬經紀公司「Voice Arts One」，就讀女校，髮型是頗能搭配和服的黑色姬髮式，小時候即參與劇團演出，擔任聲優工作已有五年，但個性古怪讓人難以參透。
兼坂雪緒
辻藏航的青梅竹馬，就讀高中，戴著眼鏡。
藤尾茜音
辻藏航的青梅竹馬，就讀高中，有錢人家的千金小姐，擁有G罩杯巨乳。
玉源滿
小型聲優經紀公司「玉滿製作公司」的老闆，自己也是聲優。
升園晴美
隸屬「玉滿製作公司」的聲優，但兼該公司的助理。

## 外部連結
- ヒメこえ （页面存档备份，存于） MF文庫J（日語）